# The Falcon and the D'ohman
"The Falcon and the D'ohman" é o primeiro episódio da vigésima terceira temporada do seriado de animação The Simpsons. Foi exibido originalmente em 25 de setembro de 2011 pela Fox nos Estados Unidos. No episódio, a Usina Nuclear de Springfield contrata um guarda de segurança novo chamado Wayne e Homer logo se torna amigo dele. "The Falcon and the D'ohman" também revela o destino da relação entre os personagens Ned Flanders e Edna Krabappel, que foi iniciada no episódio anterior da série, "The Catch Ned-liest", que havia sido exibido em maio daquele ano.
A estrela convidada para o episódio foi o ator canadense Kiefer Sutherland que dublou Wayne. Esta foi a terceira vez em que ele aparece no seriado. O episódio também conta com a aparição de Tom Colicchio, um chefe americano, que é jurado do programa Top Chef. Ele fez participação em uma sequência em que Marge sonha em ser uma concorrente em um programa similar ao Top Chef. "The Falcon and the D'ohman" recebeu críticas geralmente mistas dos críticos de televisão, principalmente dirigidas à trama e, em destaque, às referências culturais.

## Antecedentes e contexto

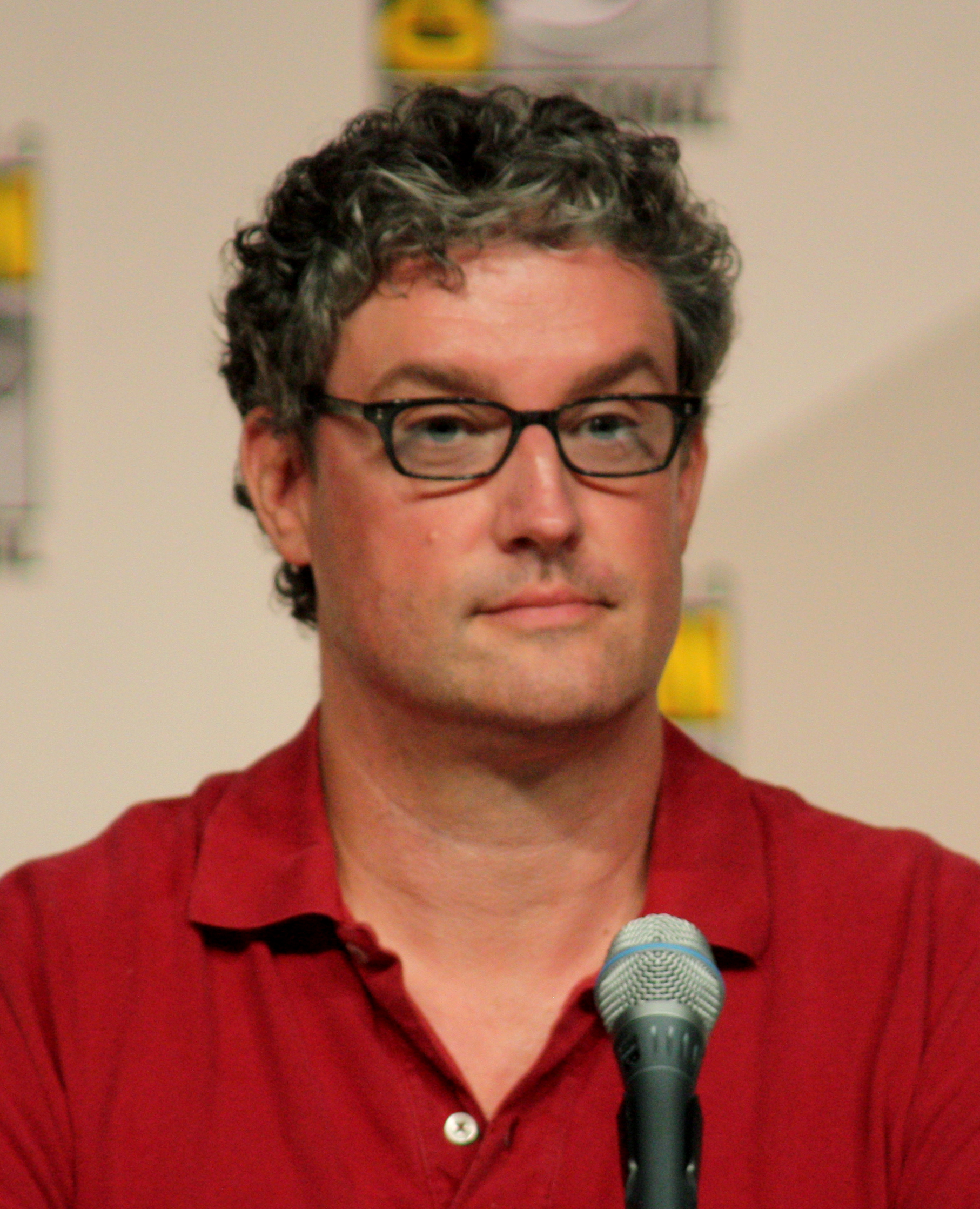
Al Jean, produtor executivo de The Simpsons.

"The Falcon and the D'ohman" traz uma referência ao episódio anterior da série, "The Catch Ned-liest", que foi ao ar em 22 de maio de 2011. Nesse episódio, os personagens Ned Flanders e Edna Krabappel começaram a namorar. O episódio termina com Homer e Marge Simpson dando aos espectadores um link para o site oficial dos Simpsons, TheSimpsons.com, encorajando-os a ir no site e votar durante o verão de 2011 sobre se Ned e Edna deveriam ficar juntos. O resultado da pesquisa foi revelado neste episódio — a maioria votou para o casal permanecer no relacionamento. De acordo com o produtor executivo Al Jean, a votação foi "muito forte em uma direção". Em uma entrevista antes do resultado apresentado, Jean garantiu que a votação era autêntica, e que os escritores não iriam desfazer a escolha dos telespectadores, acrescentando: "No que nossos fãs votarem, nenhum escritor poderá dilacerar".

## Enredo
Comic Book Guy abriu a estreia da temporada dizendo aos telespectadores que haveria dicas no episódio para a conclusão do romance entre Ned e Edna, após a introdução, onde Homer foge tarde do trabalho. Ao sair da Usina, ele fica surpreso ao descobrir que um guarda de segurança novo chamado Wayne foi contratado para Usina Nuclear de Springfield. Ele, repetidamente, tenta fazer amizade com Wayne, apenas para ser friamente evitado a cada tentativa. Enquanto isso, ao fazer biscoitos para Bart e Lisa, Marge descobre que ela se tornou uma competidora em um programa de culinária chamado Master Chef. O programa tem como jurado Tom Colicchio, que depois de elogiar seus biscoitos, concede-lhe uma cozinha nova como prêmio. No entanto, quando Marge para de competir, ela dá os biscoitos para seus filhos, que reclamaram do sabor, dizendo que eles não gostaram de mudanças.
Um dia, enquanto Wayne está caminhando para casa, cai uma forte chuva de granizo, então Wayne relutantemente concorda em deixar Homer levá-lo a Taverna do Moe, para uma bebida. Enquanto Wayne está no banheiro, Snake Jailbird trava a porta com a sua motocicleta colocando-a na frente da porta para roubar todos que estão no bar. Então Wayne reage, batendo em Snake, para se defender e defender à todos que estavão na Taverna. A história se espalha rapidamente e uma emissora de notícias local traz uma entrevista com Wayne por Kent Brockman. É descoberto que Wayne era altamente treinado pela CIA black ops agent, e que decidiu se esconder em Springfield. Ele é atormentado por flashbacks recorrentes de suas missões anteriores, que levá-o a agir, acidentalmente atacando o Sr. Burns, chefe da usina, o que resulta em sua demissão.
Homer permite que Wayne more na casa na árvore de Bart, porque ele não poderia mais pagar seu apartamento. Uma noite, Wayne fala alto sobre uma antiga missão em seu sono, fazendo com que os casais nas casas próximas percam o sono. Ned e Edna são um desses casais, que são mostrados segurando um ao outro na cama. Notícias sobre o que teria acontecido com o Sr. Burns são divulgadas no YouTube, e elas são vistas por um dos inimigos gângster de Wayne, Viktor, que está em Kiev, Ucrânia. Aparentemente, Wayne matou acidentalmente a esposa de Viktor com uma bala perdida em uma missão anterior. Assim, o gângster ucraniano e seus capangas sequestram e torturam Homer como isca para Wayne. Wayne rastreia Homer através de um dispositivo de rastreamento, mas sem saber que Homer o havia comido. Depois, Wayne liberta Homer e mata todos os gângsters da Ucrânia. Depois, Wayne decide deixar Springfield. No entanto, Marge sugere que Wayne consiga um emprego no Departamento de Veículos Motorizados de Springfield (DMV). No DMV, ele tem um flashback de quando ele era um prisioneiro na Coreia do Norte e foi forçado a escrever uma peça ridícula de um musical em homenagem a Kim Jong-il. Durante os créditos finais do episódio, Ned e Edna agradecem aos fãs que votarem para a sua relação continuar.

## Produção

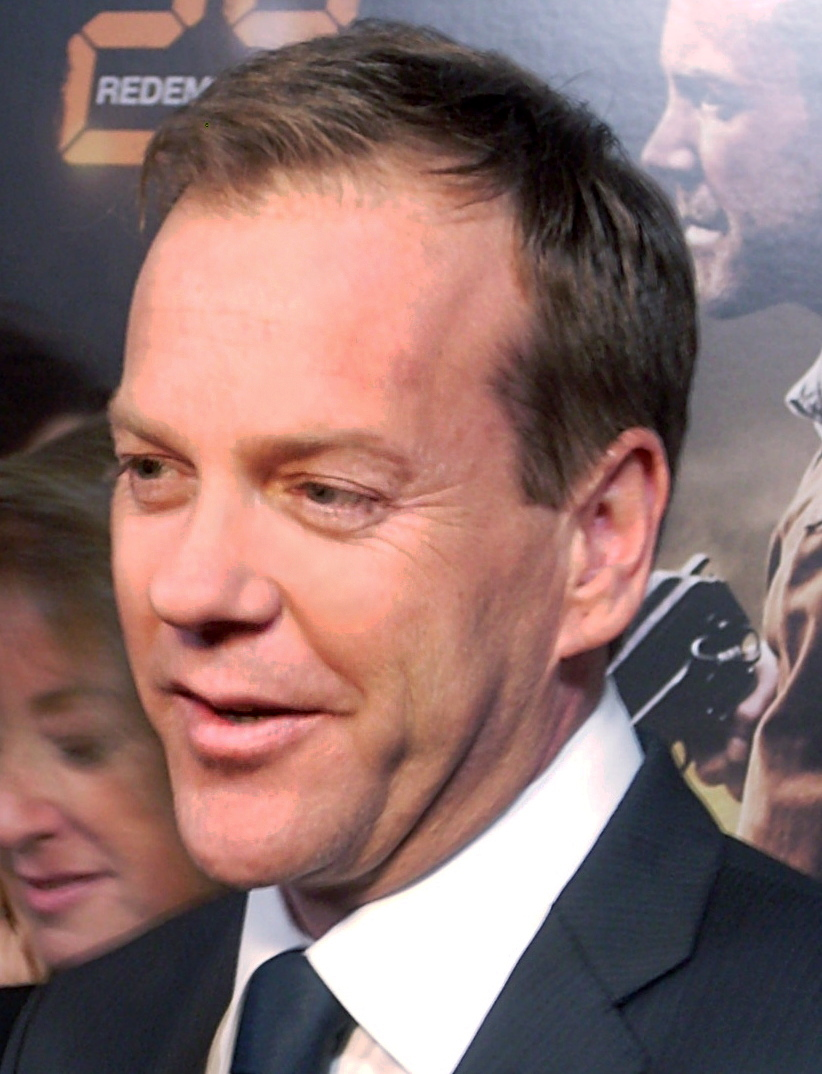
O episódio marca a terceira aparição do ator Kiefer Sutherland em The Simpsons.

"The Falcon and the D'ohman" foi escrito por Justin Hurwitz e dirigido por Matthew Nastuk.(03:55–04:01) O enredo do episódio se assemelha ao filme de David Cronenberg intitulado A History of Violence. "The Falcon and the D'ohman" apresenta várias referências à cultura popular. Por exemplo, em uma sequência no início do episódio, Homer canta uma canção sobre como trabalhar na usina, com a mesma melodia da música "Walking on the Moon" da banda The Police. De acordo com Chris Ledesma, editor de música de The Simpsons, a equipe ficou muito feliz por ter obtido as faixas master originais de The Police sem o vocal, dizendo que "Este é um raro exemplo" De acordo com Alf Clausen, quando a equipe precisa fazer a sua própria letra para uma canção de sucesso, geralmente eles organizam e registram um sound-alike, ferramenta que tenta captar todo o espírito e matrizes originais para que o público identifique de imediato a pista, mas de um jeito que lhes permitem adicionar os seus próprios vocais. O episódio também fez uso frequente da sequência "Dança dos Cavaleiros" do balé Romeu e Julieta de Serguei Prokofiev. A sequência teve de ser licenciada, pois estava sob direitos autorais em diversas localidades.
Outra referência cultural aparece em um dos flashbacks de Wayne, quando ele é visto recebendo treinamento especial contra inimigos, como Chucky do filme A Maldição de Chucky e o jogador de basquete Kobe Bryant.
O vídeo do YouTube que Viktor vê é uma referência aos The Gregory Brothers, criadores do popular web show Auto-Tune the News. No episódio, Marge sonha em se tornar uma competidora em uma competição culinária, que parodiou o real concurso Top Chef. O chef americano Tom Colicchio, que é juiz no show, estrelou em "The Falcon and the D'ohman" como ele mesmo.
O ator canadense Kiefer Sutherland estrelou em "The Falcon and the D'ohman" como o guarda de segurança Wayne. Esta foi a terceira participação dele na série, sendo a primeira no episódio de 2006 "G.I. (Annoyed Grunt)" e a segunda no episódio de 2007 "24 Minutes". Rick Porter, do Zap2it, observou que a aparição de Sutherland em "The Falcon and the D'ohman" faz dele "uma das poucas estrelas convidadas de Simpsons que já apareceram mais de uma vez e dublaram personagens diferentes em vez dos moradores recorrentes de Springfield". Outros atores convidados que também já fizeram isto foram Albert Brooks, Jon Lovitz e Phil Hartman; todos eles interpretaram personagens recorrentes e que apareceram só uma vez. O personagem Wayne é parcialmente baseado no personagem Jack Bauer, da série 24. Após o episódio ir ao ar nos Estados Unidos, a imprensa informou que o mafioso ucraniano Viktor aparentava ter uma semelhança com o presidente do país, Viktor Yanukovytch.

## Lançamento e repercussão
O episódio foi ao ar na Fox Broadcasting Company nos Estados Unidos em 25 de setembro de 2011, como a estreia da vigésima terceira temporada de The Simpsons. Foi assistido por cerca de 8,08 milhões de pessoas durante a transmissão. Ele recebeu a avaliação 3,9 pela Nielsen Ratings no demográfico para adultos com idades entre 18 e 49, três por cento a mais em diferença da estreia da temporada passada, e uma quota de dez por cento. The Simpsons se tornou o programa de maior audiência em segundo lugar na demográfica 18-49 na programação da noite da Fox Animation, terminando com uma pontuação maior do que The Cleveland Show e American Dad!, mas uma avaliação mais baixa do que Family Guy. Contudo, The Simpsons foi o show mais assistido na programação em termos de número total de espectadores.

### Análise da crítica
Em geral, "The Falcon and the D'ohman" recebeu avaliações mistas dos críticos. Kyle Lemmon, da revista Under the Radar, avaliou o episódio, dizendo que "se o episódio fosse avaliado em dez estrelas, eu daria três" e ainda concluindo que "este novo episódio raramente é baseado em qualquer tipo de realidade". Da mesma forma, Jesse Carp escreveu que o enredo mostra "essencialmente o que está de errado com o show e por isso que eu parei de assistir[...] Devido à quantidade infinita de material necessário para manter uma série que está no ar há vinte e três anos, eles têm que recorrer a tramas bizarras e intermináveis para ficar interessante. Os melhores episódios, definitivamente contam com alguns elementos absurdos, mas que estão todos firmemente em um mundo bastante real de Springfield e seu elenco de personagens coloridos. Eu gostaria de ver mais do que isso. Eu sinto falta da época em que eles sabiam fazer episódios".
As referências culturais presentes no episódio atraíram críticas e elogios, assim como as paródias presentes no episódio. Hayden Childs do The A.V. Club comentou que o episódio "apresenta um par de gags visuais bastante engraçadas, como o afresco no teto da cela de Moe e da dramatização de certos eventos em Taiwan", mas ainda escreveu que o resto "das piadas e referências à distância foram muito ofensivas, o que e que é provavelmente o melhor do que qualquer espectador pode pedir de The Simpsons em sua idade avançada." Steve West comentou que o episódio foi o pior da programação de animação da semana e o mais elaborado em referências culturais "eles estão sempre um ano atrás, e os escritores inteligentes que usavam a cultura americana como um clássico para trazer humor à série foram substituídos por aqueles que querem imitar South Park e Family Guy. Eles falham miseravelmente, e por este fator que deixou o episódio tão ruim e que agora eles nem se importam mais sobre a relação entre Marge e Homer".
Matt Roush, da TV Guide, escreveu de forma mais positiva sobre o episódio, sublinhando que "The Simpsons começa a noite de domingo totalmente com uma nova animação, acolhendo inteligentemente Kiefer Sutherland no papel convidado como um guarda de segurança tentando, sem muito sucesso, escapar de seu violento passado. Um aceno para animação de Taiwan é apenas um dos destaques nesta homenagem so estilo caótico áo 24." Da mesma forma, Umika Pidaparthy, do blog da CNN, comentou que "havia um monte de risadas de luz neste episódio, como quando Wayne percorre a parte ucraniana de Springfield (Tsarbucks, alguém?). Referências à cultura pop, como a animação dos ladrões de Taiwan, são hilárias. Fiquei desapontada, porém, ao ver que devaneio Marge sobre estar no Top Chef deixou a história engraçada de lado." Mike Hughes do Lansing State Journal comentou que o episódio foi "inconsistente, mas não [tinha] grandes momentos", e que era "muito melhor do que as outras estreias de temporadas dos programas de animação da Rede Fox", que estrearam no mesmo dia.